# Плещеев-Колодкин, Матвей Иванович
Матве́й Ива́нович Плеще́ев-Коло́дкин — русский военный и государственный деятель начала XVII века.

## Биография
Сын Ивана Дмитриевича Плещеева, по прозванию Колодка. В 1609 году боярин Лжедмитрия II, назначен им на службу в Ярославль, но местные жители не пустили его к себе, оставшись верными Василию Шуйскому. Вследствие этого Плещеев отправился в Ростов, бывший на стороне Лжедмитрия II, и вместе с другим боярином Иваном Наумовым, предводительствовал ростовцами в походах под Ярославль, Кострому и другие северо-восточные города, не признававшие Лжедмитрия II. Весной этого года Плещеев писал Яну Сапеге, прося выслать панов из его вотчин, чтобы он «на Государеве службе голодной смертью не умер», а в половине июля вместе с Наумовым отправился с польскими людьми в Тушинский лагерь, предоставив ростовцев собственным силам в борьбе с ярославцами, так что ростовцы вынуждены были просить у Сапеги помощи против «ярославских изменников, чтобы от них в конец не погибнуть».
По смерти Лжедмитрия II и по низложении Василия Шуйского, Плещеев сделался, по-видимому, сторонником Прокопия Ляпунова и вместе с тем невольным виновником его убиения. В 1611 году Прокопий Ляпунов, как известно, велел написать приговор против разбойничавших казаков и тем восстановил против себя князя Дмитрия Трубецкого и атамана Ивана Заруцкого. Как раз в это время Матвей Плещеев схватил в Николо-Угрешском монастыре 28 казаков (по-видимому, грабивших) и «посадил» их, как сказано в летописи, в Москву-реку. Казаки вытащили своих товарищей из воды, привели в табор под Москву, собрали круг и подняли шум против Ляпунова: «Он их потопил, — кричали они, — и всех нас тоже хочет погубить». После этого самосуда Плещеева казаки взбунтовались, призвали к себе Ляпунова и убили его.
В 1612 году, когда князь Дмитрий Пожарский и Кузьма Минин, тщетно прождав помощи из Казани, пошли со всей ратью из Нижнего Новгорода в Балахну, а оттуда в Ярославль. Жители Балахны встретили ополчение радостно и снабдили деньгами. Плещеев был одним из начальников ополчения, как можно заключить из слов «Нового летописца»: «На Балахну приехал Матвей Плещеев и многие дворяне из городов», а также и из того, что Плещеев был в числе подписавших известительную грамоту, посланную из Ярославля.
При царе Михаиле Фёдоровиче Плещеев не был утверждён в боярстве, полученном от «вора», а находился в чине стольника. В 1613 году он упоминается в местнических спорах Ивана Шереметева с Юрием Сулешевым и Исака Погожева с Фёдором Плещеевым. В 1613—1614 годах он был наместником в Белой после того, как Дмитрий Черкасский очистил этот город от шведов и поляков. В 1615 году, в день Благовещения, Плещеев смотрел за царским столом в большой стол, а в мае того же года был осадным воеводой в Москве, у Сретенских и у Покровских[уточнить] ворот. Матвей Плещеев местничался с Иваном Шереметевым.
До Московского разоренья оклад ему был 700 четей и 40 рублей. В 1613 году старой вотчины за ним 257 четей и старого поместья на Костроме 266 четей. Бояре, управлявшие Московским государством, дали ему в Ростовском уезде, села Великого присёлок село Плещеево с деревнями 686 четей, по Тушинской даче, а Плещеев назвал его своей старинной вотчиной. Да за ним же был посад Нерехта и отписан на государя.
Матвей Иванович Колодкин Плещеев был женат на Ефимии, дочери Семена Гавриловича Коробьина.